# Janine Crispin
Pour les articles homonymes, voir Crispin (homonymie) et Crépin.
Janine Crispin (de son vrai nom Jeannine Crépin), née le 25 juin 1911 à Paris XIIe et morte le 16 juin 2001 à Paris IVe, est une actrice française, ex-pensionnaire de la Comédie-Française. Odile Etaix, née Crépin, épouse du cinéaste Pierre Etaix, est sa petite cousine.

## Filmographie

### Cinéma
- 1932 : Bariole de Benno Vigny
- 1932 : Les Bleus de l'amour de Jean de Marguenat
- 1933 : La Guerre des valses de Ludwig Berger et Raoul Ploquin
- 1933 : Du haut en bas de Georg-Wilhelm Pabst
- 1933 : La Fusée de Jacques Natanson
- 1934 : La Chanson de l'adieu de Géza von Bolváry et Albert Valentin
- 1935 : Deuxième Bureau de Pierre Billon
- 1936 : Le Secret de Polichinelle d'André Berthomieu
- 1936 : Tarass Boulba d'Alexis Granowsky
- 1936 : Moutonnet de René Sti : Élise
- 1936 : Les Réprouvés de Jacques Séverac
- 1937 : Le Choc en retour de Georges Monca et Maurice Kéroul : Renée
- 1937 : Nostalgie de Victor Tourjansky
- 1939 : L'Or dans la montagne de Max Haufler : Thérèse Romailler
- 1941 : My Life with Caroline de Lewis Milestone
- 1942 : Tessa, la nymphe au cœur fidèle -The constant Nymph) d'Edmund Goulding
- 1945 : Le Bataillon du ciel d'Alexandre Esway - Film tourné en deux époques
- 1949 : Au grand balcon d'Henri Decoin
- 1954 : Paris - documentaire - d'Henri Calef - Voix uniquement
- 1955 : L'Amant de lady Chatterley de Marc Allégret

### Télévision
- 1960 : Les Cinq Dernières Minutes, épisode Qui trop embrasse... de Claude Loursais (série TV)
- 1962 : Les Bostoniennes (du roman d'Henry James), téléfilm d'Yves-André Hubert : Mrs Luna
- 1969 : Les Enquêtes du commissaire Maigret de François Villiers, épisode : La Nuit du carrefour : Mme Michonnet
- 1972 : La Demoiselle d'Avignon de Michel Wyn : Christine, Mme Fonsalette mère
- 1972 : Pouchkine (d'après l'œuvre d'Henri Troyat), téléfilm de Jean-Paul Roux : Mme Gontcharova
- 1972 : Les Boussardel (adaptation de la suite de romans Les Boussardel de Philippe Hériat) : Tante Louise
- 1972 : Les Rois maudits de Claude Barma : Dame Eliabel de Cressay
- 1976 : Au théâtre ce soir : Un mois à la campagne d'Ivan Tourgueniev, mise en scène Jean Meyer, réalisation Pierre Sabbagh, Théâtre Edouard VII

## Théâtre
- 1933 : Pétrus de Marcel Achard, mise en scène Louis Jouvet, Comédie des Champs-Élysées
- 1934 : Miss Ba de Rudolf Besier, mise en scène Lugné-Poe, Théâtre des Ambassadeurs
- 1936 : Ma liberté de Denys Amiel, mise en scène Jacques Baumer, Théâtre Saint-Georges
- 1958 : Amphitryon 38 de Jean Giraudoux, mise en scène Raymond Gérôme, Festival de Bellac
- 1959 : De sept heures à sept heures de Guillaume Hanoteau et Philippe Georges d'après Robert Cedric Sherriff, mise en scène Max Mégy, Théâtre des Arts
- 1959 : Le Vélo devant la porte adaptation Marc-Gilbert Sauvajon d'après Desperate Hours de Joseph Hayes, mise en scène Jean-Pierre Grenier, Théâtre Marigny
- 1964 : Électre de Jean Giraudoux, mise en scène Raymond Gérôme, Festival de Bellac
- 1964 : Le Procès de Maître Ferrari de Frédéric Valmain et Jean Rebel, mise en scène Maurice Guillaud, Théâtre Charles de Rochefort
- 1970 : La vie que je t'ai donnée de Luigi Pirandello, mise en scène Pierre Franck, Théâtre des Mathurins